# South Kesteven
South Kesteven è un distretto del Lincolnshire, Inghilterra, Regno Unito, con sede a Grantham.
Il distretto fu creato con il Local Government Act 1972, il 1º aprile 1974 dalla fusione del municipal borough di Grantham e Stamford con il distretto urbano di Bourne con il distretto rurale di South Kesteven e il distretto rurale di West Kesteven.

## Parrocchie civili
| - Allington - Ancaster - Aslackby and Laughton - Barholm and Stowe - Barkston - Barrowby - Baston - Belton and Manthorpe - Billingborough - Bitchfield and Bassingthorpe - Boothby Pagnell - Bourne - Braceborough and Wilsthorpe - Braceby and Sapperton - Burton Coggles - Careby Aunby and Holywell - Carlby - Carlton Scroop - Castle Bytham - Caythorpe - Claypole - Colsterworth - Corby Glen - Counthorpe and Creeton - Deeping St James - Denton - Dowsby - Dunsby - Easton - Edenham - Fenton - Folkingham - Foston - Fulbeck - Great Gonerby - Great Ponton - Greatford - Gunby and Stainby - Haconby - Harlaxton - Heydour - Honington | - Horbling - Hough-on-the-Hill - Hougham - Ingoldsby - Irnham - Kirkby Underwood - Langtoft - Lenton Keisby and Osgodby - Little Bytham - Little Ponton and Stroxton - Londonthorpe and Harrowby Without - Long Bennington - Market Deeping - Marston - Morton - Normanton - North Witham - Old Somerby - Pickworth - Pointon and Sempringham - Rippingale - Ropsley and Humby - Sedgebrook - Skillington - South Witham - Stamford - Stoke Rochford - Stubton - Swayfield - Swinstead - Syston - Tallington - Thurlby - Toft con Lound e Manthorpe - Uffington - Welby - West Deeping - Westborough and Dry Doddington - Witham on the Hill - Woolsthorpe By Belvoir - Wyville cum Hungerton |